# Pontal
Pontal este un oraș în São Paulo (SP), Brazilia.